# 중부고지대민발톱도마뱀붙이
중부고지대민발톱도마뱀붙이(Crenadactylus horni), 일명 센트럴 업랜드 클로리스 게코(Central Uplands clawless gecko)는 호주 중부의 사막지대에 고유한 도마뱀붙이류의 일종이다.

## 분류
이 종을 아서 H. S. 루카스(Arthur H. S. Lucas), 찰스 프로스트(Charles Frost)가 처음으로 제안했을 때는 호주 중부의 혼 탐험(:en:Horn expedition) 도중에 수집된 자료에 관한 서술에 기초하여, 마다가스카르에서 발견된 발톱이 없는 도마뱀붙이류를 따라 Ebenavia horni 로 명명하였다. 이후에 Crenadactylus ocellatus 의 아종으로 배치되었지만, 종으로 재승급되어 일곱 개의 공식 종을 포함하는 속에 배치되었다. 모식지는 노던준주의 샬롯워터스(:en:Charlotte Waters, Northern Territory)로 식별되었다.
종명 horni는 명명자들이 모식표본을 수집한 과학 탐험을 후원한 목축업자 윌리엄 오스틴 혼(:en:William Austin Horn)을 기린 것이다.

## 상세
민발톱도마뱀붙이속은 비늘과 색깔의 피상적인 세부적 차이점으로 구별할 수 있다. 주둥이-항문 길이는 최대 34.8 mm 로 기록되었는데, 같은 속 중에서는 나름 크고 굵은 편이다. 몸을 따라 난 세로줄무늬는 짙은 갈색, 연한 갈색으로 선명하게 구분된다.
채집지의 서식지에 대한 기록은 스피니펙스 둔덕과 함께, 건조한 호주 중부의 주된 초목 유형을 보여준다. 중부고지대민발톱은 고대에 유전적으로 분리되었다는 증거가 보여주듯이 대략 2,000 - 3,000 만 년 전에 지리적으로 분리된 것으로 보이며, 대륙의 기후가 점점 건조해짐에 따라 소서식지(micro-habitat)에 국한해 분포하는 상태가 지속되어서 자매종과 떨어지게 되었다.